# Muhos
Muhos è un comune finlandese di 8882 abitanti, situato nella regione dell'Ostrobotnia Settentrionale.